# جوزيف أوسي أووسو
جوزيف أوسي أووسو هو محامي وسياسي غاني، ولد في 22 يناير 1962. نشط حزبياً في الحزب الوطني الجديد ‏. في 2008 Ghanaian general election ‏، انتخب Member of the 5th Parliament of the 4th Republic of Ghana ‏ عن دائرة Bekwai (Ghana parliament constituency) ‏ وقد انضم خلال فترته النيابية ‏ (7 يناير 2009 – 6 يناير 2013) للكتلة البرلمانية الحزب الوطني الجديد ‏ وفي 2012 Ghanaian general election ‏، انتخب Member of the 6th Parliament of the 4th Republic of Ghana ‏ عن دائرة Bekwai (Ghana parliament constituency) ‏ وقد انضم خلال فترته النيابية ‏ (7 يناير 2013 – 6 يناير 2017) للكتلة البرلمانية الحزب الوطني الجديد ‏ وفي الانتخابات العامة الغانية 2016، انتخب عضو البرلمان السابع لجمهورية غانا الرابعة ‏ عن دائرة Bekwai (Ghana parliament constituency) ‏ وقد انضم خلال فترته النيابية ‏ (2017 – ) للكتلة البرلمانية الحزب الوطني الجديد ‏.